# ۵۹۷ (پیش از میلاد)
۵۹۷ (پیش از میلاد) ۵۹۷مین سال قبل از تقویم میلادی است.